# 巴格吉仁郭勒

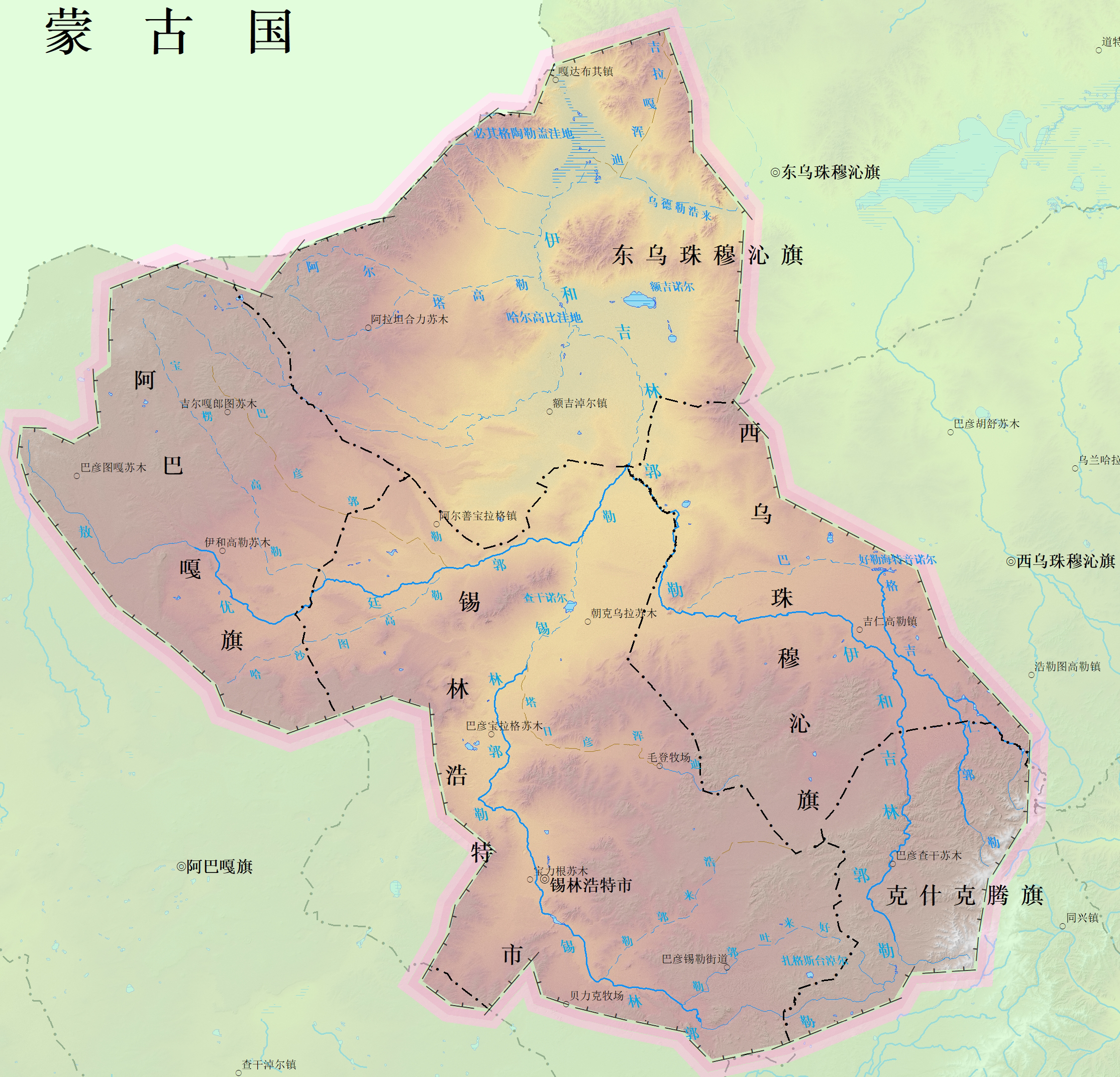
必其格陶勒盖洼地水系伊和吉林郭勒流域示意图，包括了锡林郭勒河、敖优廷郭勒水系。

巴格吉仁郭勒，也作巴嘎吉仁郭勒或巴嘎吉林郭勒，位于中华人民共和国内蒙古自治区东部的一条内陆河，发源于赤峰市克什克腾旗北部巴彦查干苏木克什克腾世界地质公园内的萨勒毛敦索格东北山地，蜿蜒向北偏西流，经巴彦乌拉嘎查、珠日和嘎查、巴彦高勒嘎查、锡林郭勒盟西乌珠穆沁旗浩勒图高勒镇洪格尔敖包嘎查、萨如拉塔拉嘎查、巴拉嘎尔高勒镇呼日勒图嘎查等地后注入好勒海特音诺尔，大水年份外泄湖水向西流，经吉仁高勒镇吉如干茂都，于巴彦青格勒嘎查以北五间房工业园区附近转西南流，最后于巴彦乌拉嘎查东北银漫矿业公司以东汇入伊和吉林郭勒。河长196.9千米，流域面积2215.28平方千米，河道平均比降为1.44‰。
2019年克什克腾旗人民政府公布的巴嘎吉林郭勒在克旗境内的河流长度为45.4千米，流域面积为629平方公里。